# Герб Волинської області
Герб Воли́нської о́бласті — срібний латинський хрест на червоному щиті. Офіційний символ Волинської області. Створений і затверджений 1997 року і на основі історичного герба Волині.

## Опис
Хрест, широко вживаний у геральдиці, є символом життя, а також символізує християнство та оборону віри Христової.
Червона барва означає хоробрість, мужність, безстрашність, любов людини до свого Творця, готовність віддати життя за Бога і Батьківщину.
Біла — чистоту і непорочність.
Герб на основі історичних традицій краю розроблено та прийнято з ініціативи голови Волинського обласного товариства краєзнавців Геннадія Бондаренка.